# Hechtia lepidophylla
Hechtia lepidophylla är en gräsväxtart som beskrevs av Ivón Mercedes Ramírez Morillo. Hechtia lepidophylla ingår i släktet Hechtia och familjen Bromeliaceae. Inga underarter finns listade i Catalogue of Life.